# Elisabet de Baviera (reina dels belgues)
Elisabet de Baviera, reina dels belgues (Possenhofen Baviera 1876 - Brussel·les 1965). Duquessa a Baviera amb el rang d'altesa reial era filla del duc Carles Teodor de Baviera i de la infanta Maria Josepa de Portugal. Per via paterna era neta del duc Maximilià de Baviera i de la princesa Lluïsa de Baviera. Pertanyia a una branca menor de l'antiquíssima casa reial dels Wittelshbach. Per via materna era neta del rei Miquel I de Portugal i de la princesa Adelaida de Löwenstein-Wertheim-Rosenberg.

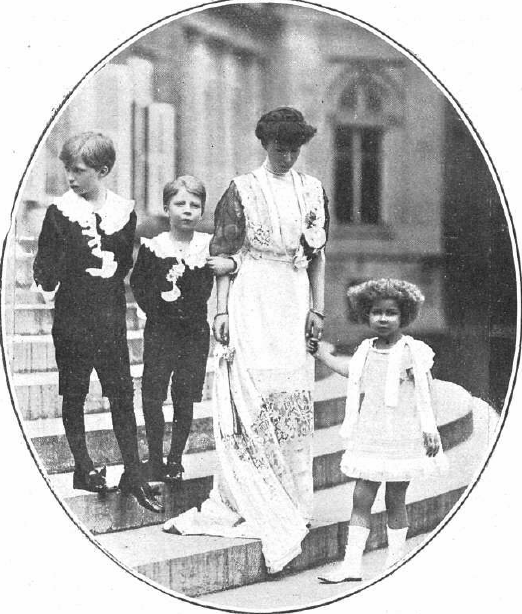
La duquessa amb els seus fills

L'any 1900 es va casar amb el príncep hereu de Bèlgica, el futur rei Albert I de Bèlgica amb qui va tenir tres fills:
- Leopold III de Bèlgica, rei dels belgues, nat el 1901 i mort el 1983 a Brussel·les. Es casà en primeres núpcies amb la princesa Àstrid de Suècia i en segons núpcies amb Maria Liliana Baels
- Carles de Bèlgica nat el 1903 i mort el 1983 a Brussel·les. Es casà amb la Jacqueline Peyrebrune.
- Maria Josep de Bèlgica nascuda el 1906 a Brussel·les i morta el 2001 a Ginebra. Es casà amb el rei Humbert II d'Itàlia.

La reina va prendre cert protagonisme després de la Segona Guerra Mundial, ja que inicià un seguit de viatges a països comunistes, com ara Rússia, Xina o Polònia, per la qual cosa fou coneguda amb el nom de la reina roja.
Amant de l'art i de la cultura, fou patrona d'un gran nombre d'associacions culturals i literàries de Bèlgica. Sabé transmetre la passió per la música als seus fills, molt especialment a la reina Maria Josep que instaurà un premi musical dedicat al piano.
La reina morí l'any 1965 i és enterrada en el Panteó Reial del Palau de Laken